# Jakub Szymański (Leichtathlet)
Jakub Szymański (* 22. Juli 2002) ist ein polnischer Leichtathlet, der sich auf den Hürdenlauf spezialisiert hat. 2023 wurde er Vizehalleneuropameister im 60-Meter-Hürdenlauf.

## Sportliche Laufbahn
Jakub Szymański trat 2017 zu ersten Wettkämpfen im Hürdenlauf auf nationaler Ebene an. 2018 nahm er zum ersten Mal in der Halle und im Freien an polnischen Jugendmeisterschaften teil. In der Halle belegte er den vierten Platz, im Freien wurde er Sechster. Ein Jahr später wurde er polnischer U18-Hallenmeister über 60 Meter Hürden. Im Freien über 110 Meter gewann er die Bronzemedaille. 2020 trat er in der nächsthöheren Altersklasse an. In der Halle gewann er Bronze über 60 Meter. Später im Freien wurde er in einer Bestzeit von 13,97 s polnischer U20-Meister über 110 Meter. 2021 konnte Szymański in der Halle und im Freien polnischer U20-Meister werden. Im Finale der Juniorenmeisterschaften verbesserte er sich auf 13,46 s. Damit konnte er im Juli bei den U20-Europameisterschaften in Tallinn an den Start gehen. Dort erreichte er das Finale, in dem er sich auf 13,43 s steigerte. Allerdings verpasste er damit als Vierter knapp eine Medaille. Einen Monat später trat er dann auch bei den U20-Weltmeisterschaften in Nairobi an. Auch dort erreichte er das Finale, in dem er die gleiche Zeit wie zuvor bei den Europameisterschaften lief. Damit konnte er diesmal hingegen die Bronzemedaille gewinnen.
2022 siegte Szymański bei den polnischen Hallenmeisterschaften. Er qualifizierte sich für die Hallenweltmeisterschaften in Belgrad. Bei seinem internationalen Meisterschaftsdebüt im Erwachsenenbereich konnte er in das Halbfinale einziehen, in dem er als Fünfter seines Laufes ausschied. Im Juni lief er bei den polnischen Meisterschaften in 13,50 s eine Bestzeit über die 110 Meter mit den Herrenhürden. Damit konnte er die Silbermedaille gewinnen und qualifizierte sich außerdem für die Europameisterschaften in München. Auch dort konnte er in das Halbfinale einziehen, verpasste darin allerdings als Siebter seines Laufes den Einzug in das Finale. 2023 steigerte Szymański seine 60-Meter-Hürdenbestzeit im Finale der polnischen Hallenmeisterschaften auf 7,53 s. Anfang März trat er bei den Halleneuropameisterschaften in Istanbul an. Dort konnte er in das Finale einziehen und in 7,56 s die Silbermedaille gewinnen.
2022 und 2023 wurde Szymański polnischer Hallenmeister im 60-Meter-Hürdenlauf.

## Wichtige Wettbewerbe
| Jahr              | Veranstaltung               | Ort               | Platz             | Disziplin         | Zeit              |
| Startet für Polen | Startet für Polen           | Startet für Polen | Startet für Polen | Startet für Polen | Startet für Polen |
| ----------------- | --------------------------- | ----------------- | ----------------- | ----------------- | ----------------- |
| 2021              | U20-Europameisterschaften   | Tallinn           | 4.                | 110 m Hürden      | 13,43 s           |
| 2021              | U20-Weltmeisterschaften     | Nairobi           | 3.                | 110 m Hürden      | 13,43 s           |
| 2022              | Hallenweltmeisterschaften   | Belgrad           | 13.               | 60 m Hürden       | 7,59 s            |
| 2022              | Europameisterschaften       | München           | 13.               | 110 m Hürden      | 13,66 s           |
| 2023              | Halleneuropameisterschaften | Istanbul          | 2.                | 60 m Hürden       | 7,56 s            |

## Persönliche Bestleistungen
- 110 Meter Hürden: 13,50 s, 11. Juni 2022, Suwałki
- 60 Meter Hürden: 7,53 s, 19. Februar 2023, Toruń